# 住之江郵便局
住之江郵便局（すみのえゆうびんきょく）は、大阪府大阪市住之江区にある郵便局。民営化前の分類では集配普通郵便局であった。

## 概要
住所：〒559-8799 大阪府大阪市住之江区新北島5-2-18
現在の大阪市住之江区と住吉区は、もと1つの区（住吉区）であったため、当局もかつては「住吉郵便局」を名乗っていた。しかし、1974年（昭和49年）の分区に伴い、当地が住之江区に所属することになったため、現在の局名に改称されている。大阪市内では、淀川郵便局（旧・東淀川郵便局）、平野郵便局（旧・東住吉郵便局）も同様の経緯で改称されている。

## 沿革
- 1874年（明治7年）7月 - 住吉郵便局として設置（現在の住吉郵便局とは別）。
- 1884年（明治17年）3月15日 - 一旦廃止。
- 1886年（明治19年）4月22日 - 住吉村郵便受取所として再設置。
- 1894年（明治27年）9月30日 - 再度廃止。
- 1900年（明治33年）11月1日 - 住吉郵便受取所として再設置。
- 1905年（明治38年）4月1日 - 住吉郵便局となる。
- 1923年（大正12年） - 特定郵便局から普通郵便局に局種別改定。
- 1964年（昭和39年）6月6日 - 電話通話および和文電報受付事務の取扱を開始。
- 1974年（昭和49年）7月22日 - 住吉区の分区により当局の所在地が住之江区となったことに伴い、住之江郵便局に改称[1]。住之江区の郵便番号を〒558から〒559へ変更。
- 1980年（昭和55年）3月3日 - 住之江区浜口東二丁目から、同区新北島五丁目に局舎を新築、移転。
- 1988年（昭和63年）6月27日 - 住吉区内の集配業務を、同日設置された住吉郵便局に移管。
- 1990年（平成2年）3月23日 - 花の万博の開催に合わせ、大阪市周辺の主な郵便局40局において、風景印を花をかたどった変形印に変更（当局は住之江区の花である山茶花）。
- 1998年（平成10年）9月1日 - 外国通貨の両替および旅行小切手の売買に関する業務取扱を開始。
- 2007年（平成19年）10月1日 - 民営化に伴い、併設された郵便事業住之江支店に、集配業務などを移管。
- 2012年（平成24年）10月1日 - 日本郵便株式会社発足に伴い、郵便事業住之江支店を住之江郵便局に統合。

## 取扱内容
- 郵便、印紙、ゆうパック、内容証明
- 貯金、為替、振替、振込、国際送金、外貨両替・トラベラーズチェック、国債、投資信託
- 生命保険、バイク自賠責保険、自動車保険
- 地方公共団体事務（大阪市ごみ処理券の販売、市バス・地下鉄優待乗車証の交付）
- ゆうちょ銀行ATM
- 「559-00xx」区域（大阪市住之江区全域）の集配業務
- ゆうゆう窓口

## 周辺
- オスカードリーム
- 住之江公園
- 住之江競艇場
- 住之江警察署

## アクセス
- Osaka Metro四つ橋線・ニュートラム 住之江公園駅から徒歩約11分
- 大阪シティバス 住之江郵便局前停留所下車
- 阪神高速堺線 住之江出入口から西へ、または湾岸線 三宝出入口より北へそれぞれ約2km
- 住之江通 泉一丁目交差点を南へ折れてすぐ
- 駐車場あり：21台